# Die andere Seite (Roman)
Die andere Seite. Ein phantastischer Roman ist ein Roman von Alfred Kubin. Er entstand im Herbst 1908 aus einer Schaffenskrise heraus und wurde 1909 mit 52 Illustrationen Kubins im Verlag G. Müller (München und Leipzig) veröffentlicht.

## Struktur
Der Roman gliedert sich in drei Teile:
1. Der Ruf,
2. Perle,
3. Der Untergang des Traumreichs.

Der erste Teil hat zwei Unterkapitel, der zweite und dritte Teil haben je fünf Unterkapitel. Diese Kapitel wiederum sind in namenlose Teilkapitel unterteilt (Ausnahmen: Teil II, Kap. V.II und V.III). Zudem ist ein kurzer Epilog angefügt, der den Erzähler zeigt, nachdem er aus dem Traumreich zurückgekehrt ist und sich in eine Heilanstalt begeben muss.

## Inhalt
Im Roman reist der Protagonist, wie Kubin ein Zeichner von Beruf, in ein vom Multimillionär Patera im fernen Asien geschaffenes Traumreich und seine Hauptstadt „Perle“. Die seltsame, im ewigen Dämmerlicht liegende Stadt ist dem Zeichner zunächst eine willkommene Inspirationsquelle. Nach dem Tod seiner Frau steigert sich die Faszination zu einer Horrorvision und dem anschließenden apokalyptischen Niedergang des Traumreichs, den Kubin über die gesamte zweite Hälfte des Buches schildert.

### Erster Teil: Der Ruf

#### Kapitel I: Der Besuch
Im ersten Kapitel erhält der Erzähler Besuch von Franz Gautsch, einem Gesandten Pateras, des Herrn des Traumlands. Claus Patera kennt der Erzähler vom gemeinsamen Besuch eines Gymnasiums in Salzburg, 60 Jahre vor der Niederschrift der Erlebnisse. Gautsch lädt den Erzähler im Auftrag Pateras ein, ihm ins Traumland zu folgen. Das Ganze zuerst für einen Scherz abtuend, fragt der Erzähler, was das Traumreich sei. Gautsch erklärt ihm, wie das Traumreich aufgebaut ist und welche Ideologien dabei verfolgt würden. Einer der Hauptaspekte ist die Abwendung vom Fortschritt (insbesondere von den Wissenschaften). Weiter gibt Gautsch dem Erzähler einen Brief mit der Einladung und eine Miniatur mit dem Bild Pateras. Der zuvor an die Begegnung mit einem Geisteskranken glaubende Erzähler wird nun neugierig und schließlich erhält er einen Scheck über hunderttausend Mark. Als sich dieser als gedeckt erweist, willigt seine Frau nach langer Überzeugungsarbeit endlich ein und sie beginnen ihre Reise nach Perle.

#### Kapitel II: Die Reise
Ähnlich einem traditionellen Reisebericht schildert der Erzähler die Bahnreise nach Zentralasien und schließlich die Ankunft im Traumreich. Vor der Einreise müssen der Erzähler und seine Frau die meisten ihrer Habseligkeiten zurücklassen, denn einem Fortschritt soll auch durch diese Zollbestimmungen entgegengewirkt werden.

### Zweiter Teil: Perle

#### Kapitel I: Ankunft
Mit einem Zug fahren die beiden nach Perle. Der erste Eindruck ist ein sehr schlechter, denn der Erzähler ruft aus: „So sieht es ja bei uns in jedem Drecknest aus!“ Die Frau hingegen genießt die milde Luft.

#### Kapitel II: Die Schöpfung Pateras
Mit einem Unterbruch der persönlichen Erlebnisse beginnt der Erzähler mit der Schilderung der Schöpfung Pateras. Primäres Merkmal des Traumreichs ist, dass die Sonne niemals scheint. Das Traumreich ist durch einen Vorhang aus Wolken von der Außenwelt abgeschottet. Der Erzähler schildert die verschiedenen Regionen von Perle, die Quartiere und ihre Menschen.

#### Kapitel III: Der Alltag
Die Traummenschen tragen alle Kleider der Mode ihrer Eltern und Großeltern. Das Ehepaar findet eine Wohnung, die den Erzähler an ein Haus aus seinen Kindertagen erinnert. Sehr rasch gliedern sich die beiden in den Alltag und die Sitten der Traumstädter ein. Im Folgenden erhält der Erzähler einen Posten als Zeichner beim „Traumspiegel“. Die Geldwirtschaft und das Vermögen des Einzelnen hängen lediglich von Zufällen ab, vieles erinnert an das Rad der Fortuna. Die Bürokratie funktioniert nicht, Anträge werden aufgrund von Formfehlern zurückgestellt. Im Weiteren sucht sich der Erzähler einige Freunde, darunter auch seinen Friseur, der mehr Philosoph denn Friseur ist. Ein Brief, den der Erzähler einem Freund außerhalb des Traumreichs schicken will, kommt nach zwei Jahren als unzustellbar zurück. Im Brief hatte der Erzähler den Uhrbann beschrieben. Dieser Uhrbann ist eine der religiösen Sitten des Landes. Jedoch spricht niemand darüber, die Menschen ergeben sich einfach in das Schicksal, das ihnen zuteilwird. Die Nachbarschaft des Paares besteht einerseits aus der hässlichen Prinzessin von X, einer alten Jungfer, andererseits aus einem Studenten. Beide machen dem Ehepaar das Leben schwer. Ein weiterer negativer Aspekt sind die Geräusche, die in der Nacht vorherrschen und insbesondere der Frau des Erzählers Angst einflößen.

#### Kapitel IV: Im Bann
Die Frau des Erzählers sieht Patera und gerät zunehmend in Angstzustände. Während der Erzähler seine Beziehungen im Kaffeehaus pflegt, bleibt sie hauptsächlich in der gemeinsamen Wohnung. Hinzu kommt die miserable finanzielle Situation des Paares, denn ihr Geld ist weg. Schließlich behauptet die Frau, dass es in einem nahegelegenen Brunnen spuke und der Erzähler geht in die Molkerei, um dort im Keller auf ein verwahrlostes Pferd zu stoßen, das an ihm vorbeirast und ihn in Todesangst versetzt. Der Gang, in dem er dem Pferd begegnet ist, führt direkt ins Kaffeehaus, wo ihn ein „älterer würdevoller Herr mit einem weißen Halstuch“ darüber aufklärt, dass hier alle unter dem Bann stünden. Er erklärt dem Erzähler auch, dass es sich bei diesen Ereignissen um den Klaps handle, der als epileptische Anfälle Pateras erklärt wird. Der Frau geht es immer schlechter und sie beschließen, einen Ausflug in die Berge zu machen. Doch unterwegs klagt die Frau darüber, dass es ihr in dieser Atmosphäre nur noch schlechter gehe, und sie kehren um. Im Folgenden gelangt der Erzähler zu Patera, den er darum bittet, seiner Frau zu helfen. Als der Erzähler kurz darauf Patera fragt, ob er denn glücklich sei, beginnt Patera zu rufen: „Gib mir einen Stern, gibt mir einen Stern!“, und verwandelt sich in die verschiedenen Traumstädter, worauf der Erzähler flieht. Bei seiner Rückkehr findet der Erzähler seine Frau sterbend vor und in einer relativ kurzen Zeit wird sie begraben und alle raten dem Erzähler dazu, sie zu vergessen. In derselben Nacht gibt er sich Frau Lampenbogen, der Frau des Arztes, hin. In den folgenden Tagen erscheint der Amerikaner Herkules Bell.

#### Kapitel V: Die Vorstadt
Der Erzähler geht in die Vorstadt, wo er auf die Blauäugigen trifft (die Ureinwohner des Traumreichs). Sie erscheinen dem Erzähler sehr ruhig, in späteren Zeiten sucht er oft den Anblick dieser Ruhe, um vor seiner eigenen Unruhe Zuflucht zu finden. Das zweite und dritte Unterkapitel tragen als einzige einen Titel: „Die Klärung der Erkenntnis“ (II) und schildern die Philosophie der Blauäugigen. Die Welt sei Einbildungskraft. In der „Verwirrung des Traumes“ (III) erlebt der Erzähler einen großartigen Traum, der jedoch verwirrenden Strängen folgt und eventuell Vorausverweis auf die letzten Kapitel des Romans sein könnte.

### Dritter Teil: Der Untergang des Traumreichs

#### Kapitel I: Der Widersacher
Herkules Bell, der Amerikaner, wird geschildert. Er stammt aus Philadelphia und ist unermesslich reich. Damit wird bereits angedeutet, dass er einen ähnlichen Status hat wie Patera. Mit einer Proklamation will Bell eine Revolution herbeiführen.

#### Kapitel II: Die Außenwelt
Die Außenwelt ist nicht informiert über das Traumreich und man versucht, es zu finden, denn einige der Bewohner des Traumreichs werden vermisst, beispielsweise die Prinzessin von X.

#### Kapitel III: Die Hölle
Herkules Bell betrachtet sich im Spiegel und stellt fest, dass er ebenso mächtig ist wie Patera. Inzwischen senkt sich eine Schlafsucht über die Traumstädter – egal, was sie gerade getan hatten, sie schlafen ein. Nur Herkules Bell bleibt wach. Beim Aufwachen finden sich die Traumstädter in einem riesigen Tierparadies. Eine regelrechte Plage überkommt das Reich und die Tiere übernehmen in gewisser Weise die Herrschaft. Nach und nach aber sinkt auch die Sittlichkeit und der Zerfall des Materiellen beginnt: Moder und Schimmel bedecken sowohl Häuser als auch Kleider. Viele sterben. Das Essen ist kaum mehr genießbar, denn überall bildet sich Grünspan und Schimmel. Eine Rebellion bahnt sich an. Die meisten sterben und es gelingt nicht mehr, die Leichen aller zu begraben.

#### Kapitel IV: Visionen – Der Tod Pateras
In einer visionären Szene kämpfen Patera und Herkules Bell miteinander, und es hat den Anschein, als siege schließlich Bell. Das Traumreich geht unter. In einer Felshöhle erweisen die Blauäugigen Patera die letzte Ehre, und Patera wird in die Nähe einer Gottheit gerückt, wiewohl das Rätsel um seine Person ungelöst bleibt. Der Text gibt der Deutung Hinweise in verschiedene Richtungen, bleibt aber letztlich offen.

#### Kapitel V: Schluss
Die Außenwelt und damit auch die Sonne dringen ins ehemalige Traumreich ein. Überlebt haben nur die wenigsten, die Prinzessin von X wird als Mumie aufgefunden, kann jedoch zum Leben erweckt werden.

## Zentrale Themen
Zentrale Themen sind der nahtlose Übergang von Traum und Realität, den Kubin bis zu einem „Traum im Traum“ ausbuchstabiert, sowie die Erkenntnis von der Dualität der Welt und der Zusammengehörigkeit der Gegensätze. Letzteres veranschaulicht Kubin durch den finalen Titanenkampf der Proteusfigur Patera gegen seinen Widersacher, den amerikanischen Büchsenfleischfabrikanten Herkules Bell. Im Verlauf des in Urgewalten-Metaphorik beschriebenen Kampfes wachsen beide ineinander, werden zu einer ununterscheidbaren Masse. Am Ende des Romans steht die Erkenntnis: „Der Demiurg ist ein Zwitter“.
Weitere Aspekte des Werks sind die Beschäftigung mit der Welt des Traums in all seinen Facetten (wieweit Kubin die Traumdeutung von Sigmund Freud 1908 schon vertraut war, ist allerdings unklar) und der Ausschluss der Kranken (die Traumstädter sind hauptsächlich nervöse Menschen), der die Moderne stark geprägt hat. Hier werden die Kranken in den Mikrokosmos des Traumreichs gebracht, wo sie der Außenwelt durch einen dichten Schleier aus permanenten Wolken verschlossen bleiben.

## Wirkung
Die andere Seite erlebte bei zeitgenössischen Literaten und Künstlern einen durchschlagenden Erfolg, wenngleich das Buch nie wirklich populär geworden ist. Wirkung entfaltete der als „phantastisch“ betitelte Roman sowohl bei Gustav Meyrink, Franz Kafka als auch bei den deutschsprachigen Surrealisten, als deren Wegbereiter Kubin gilt. Der Literaturwissenschaftler Hartmut Binder wies zudem 2009 eine gegenseitige Beeinflussung zwischen Kubin und Gustav Meyrink nach, indem er sowohl das ursprünglich gemeinsam geplante Sujet der beiden Autoren als auch die Zeichnungen von Hugo Steiner-Prag und Alfred Kubin mit den Endergebnissen Die andere Seite und Der Golem verglich.  Die „Andere Seite“ selbst steht in der Tradition etwa E. A. Poes und E. T. A. Hoffmanns, die Kubin als ihr Illustrator gut kannte.

## Ausgaben
- Reprint der Erstausgabe Müller, Leipzig 1909. Edition Spangenberg im Ellermann-Verlag, München 1975, ISBN 3-7707-0151-8, Neuauflage 1990, ISBN 3-89409-051-0; als Taschenbuch: rororo 25556, Rowohlt, Reinbek bei Hamburg 2010, ISBN 978-3-499-25556-4.
- Festausgabe zum 75. Geburtstag von Alfred Kubins mit 52 neuen Zeichnungen und einem Plan. Gurlitt-Verlag Wien-Linz-München, gedruckt bei der Demokratischen Druck- und Verlagsanstalt Linz, 1952
- Taschenbuchausgabe mit 51 Zeichnungen Kubins und einem Plan. Reclam Band 901, Leipzig 1981 (ohne ISBN, „Lizenzausgabe des Ellermann-Verlags, München für die DDR und die übrigen sozialistischen Länder“).
- Neuausgabe: Mit 51 Zeichnungen und einem Plan. Mit einem Nachwort von Josef Winkler. Bibliothek Suhrkamp 1444, Frankfurt am Main 2009, ISBN 978-3-518-22444-1.
- Taschenbuchausgabe mit einem Plan. Rowohlt Taschenbuchverlag, Reinbek bei Hamburg 1994, ISBN 3-499-13771-2.

## Verfilmung
- 1973: Traumstadt, Film von Johannes Schaaf

## Hörspiel
- 2011: Die andere Seite. Regie: Christoph Kalkowski; Mitwirkende: Jürgen Thormann – Alfred, Axel Wandtke – Alfred, Mandy Rudski – Emmy, Bernhard Schütz – Baron Hektor von Brendel, Thorsten Merten – Dr. Lampenbogen, Almut Zilcher – Friseur, Hakon Hirzenberger – Kellner Anton, Daniela Hoffmann – Melitta Lampenbogen, Zazie de Paris – Torwächter des Traumreichs, Lars Rudolph – Abgesandter Gautsch/Exzellenz, Dieter Mann – Herkules Bell, der Amerikaner, Dimiter Gottchef – Patera; Produktion: Westdeutscher Rundfunk / Alfred Kubin[2]

## Vertonung
- Michael Obst: Die andere Seite. Oper (Libretto:Hermann Schneider), Uraufführung: 25. September 2010, Mainfrankentheater Würzburg